# Ghislaine Tessa Ketcha
Ghislaine Tessa Ketcha est une entrepreneuse camerounaise en BTP, fondatrice et CEO de Millénium immobilier.

## Biographie
Ghislaine Tessa Ketcha est née au cameroun. Elle est titulaire d'un diplôme de l’École Spéciale des Travaux Publics (ESTP) de Paris puis d’un MBA en Contrôle de gestion à IAE Paris Sorbonne.
De son retour de ses études de la France en 2000, elle travaille au sein de l’entreprise familiale BTP Ketch spécialisée dans la construction de routes et la fabrication de matériaux de construction dont, elle occupe le poste de Directrice régionale dans le littoral.
En 2013, elle fonde Sa société Immobilier Millénium S.A, basée dans la  construction des maisons écologiques  avec comme principal matériau « l'Ecobrik», la brique de terre spécialisée (BTS) pour sensibiliser au développement durable,,.
En 2018, elle obtient une Certification en entrepreneuriat, management, leadership de Stanford University.
Le 18 mai 2021, elle participe au sommet à paris pour partager son expérience. Elle a été inviter par le président Emmanuel Macron .

## Récompenses
Ghislaine Tessa Ketcha  remporte plusieurs prix et nommée "leader du développement durable de l'Année' avec son projet  MINDCA, son entreprise a été couronnée comme "l'initiative carbone net zéro de l'année". Elle était présente lors de l’Africa CEO Forum, organisé à Abidjan les 21 et 22 mars 2016 avec la présence de l'homme d'affaire Aliko Dangote.
Le label EDGE de la Banque Mondiale l'offre une certification pour son entreprise.
Le 11 octobre 2021, elle reçoit le Prix Femmes Planète– 5ᵉ édition des Trophées ESTP Féminin .
Le 05 décembre 2022, elle et son entreprise sont doubles lauréates des Big 5 Construction Impact Award à Dubaï organisé par le ministère de l'Énergie et de l'infrastructure de Dubaï,,.